# ボルギ
ボルギ（伊: Borghi）は、イタリア共和国エミリア＝ロマーニャ州フォルリ＝チェゼーナ県にある、人口約2,900人の基礎自治体（コムーネ）。

## 地理

### 位置・広がり

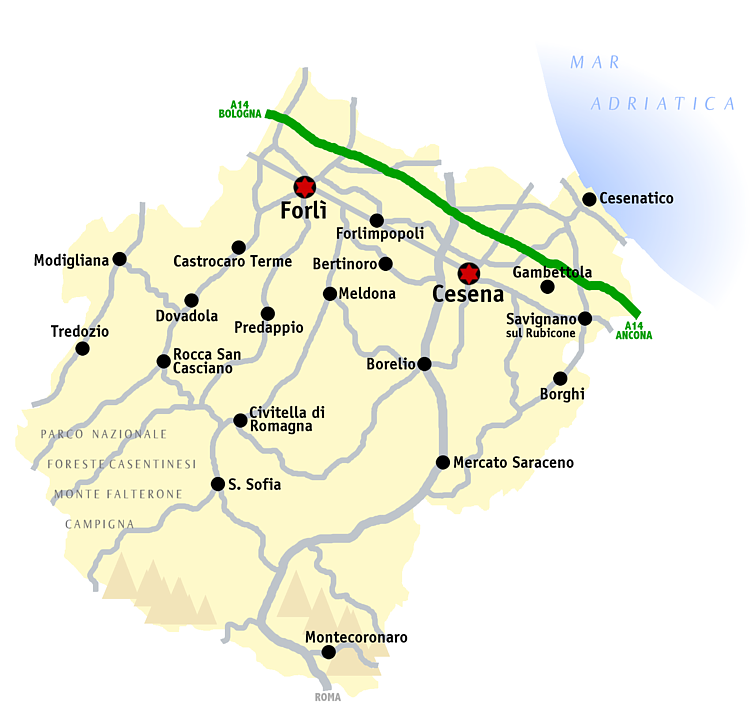
フォルリ＝チェゼーナ県概略図

#### 隣接コムーネ
隣接するコムーネは以下の通り。括弧内のRNはリミニ県所属を示す。
- ロンジャーノ
- ポッジョ・トッリアーナ (RN)
- ロンコフレッド
- サンタルカンジェロ・ディ・ロマーニャ (RN)
- ソリアーノ・アル・ルビコーネ

### 気候分類・地震分類
ボルギにおけるイタリアの気候分類 (it) および度日は、zona E, 2497 GGである。
また、イタリアの地震リスク階級 (it) では、zona 2 (sismicità media) に分類される。

## 行政

### 分離集落
ボルギには以下の分離集落（フラツィオーネ）がある。
- Castellaro, Gorolo, Lo Stradone, Masrola, San Giovanni in Galilea, San Martino in Converseto, Tribola